# Ulf Bjereld
Ulf Ingvar Bjereld, född 10 december 1957 i Båstads församling, Kristianstads län, är professor i statsvetenskap vid Göteborgs universitet. Han var åren 2015 till 2020 ordförande för Socialdemokrater för tro och solidaritet (tidigare Sveriges kristna socialdemokraters förbund - Broderskapsrörelsen) och därmed också adjungerad ledamot av Socialdemokraternas verkställande utskott..

## Biografi
Bjereld tog examen i journalistik i Göteborg 1978. Han var under några år medlem av Kommunistiska partiet marxist-leninisterna (revolutionärerna) (KPML(r)), men återvände till socialdemokratin i mitten av 1980-talet. Han kombinerade journalistisk verksamhet vid bland annat Göteborgs-Tidningen (GT) med andra arbeten, bland annat inom sjukvården (Kallebäcks sjukhem). Erfarenheterna därifrån resulterade i romanen Anna, avdelning 13 (1981). Han disputerade 1989 på en avhandling om Svensk Mellanösternpolitik vilken följts av flera böcker om svensk utrikespolitik.

### Forskning
Som forskare har Bjereld inriktat sig på svensk utrikes- och säkerhetspolitik, bland annat Sveriges roll i Israel-Palestina-konflikten, kön och politik, politisk opinionsbildning samt globaliseringsfrågor. Han har varit huvudansvarig för de mångvetenskapliga forskningsprogrammen Sverige under kalla kriget och Övervakningssverige. Han ingår i ledningsgruppen för det pågående forskningsprogrammet Makt, Identitet, Modernitet (MIM-programmet) med statsvetare, sociologer och medieforskare från de olika skandinaviska länderna. Han har publicerat sig i internationella tidskrifter som t.ex. International Studies Quarterly, Journal of Peace Research, Gender & Society, Scandinavian Political Studies och International Review of Sociology.
Han har handlett 16 doktorander fram till disputation. Under perioden 1 juli 2006 - 30 juni 2012 var han prefekt vid statsvetenskapliga institutionen vid Göteborgs universitet.

### Författarskap
Tillsammans med sin hustru Marie Demker har Bjereld publicerat en trilogi om hur den snabba kommunikationsteknologiska utvecklingen påverkar politik och samhällsliv: I Vattumannens tid? En bok om 1968 års auktoritetsuppror och dess betydelse i dag (2005), Kampen om kunskapen. Informationssamhällets politiska skiljelinjer (2008) och Den nödvändiga politiken. Makt och motstånd i en individualiserad tid (2011). 
Han har gett ut ett antal böcker om svensk utrikespolitik och samhällsutveckling efter andra världskriget, om relationen mellan politik och kristen tro samt Israel-Palestina-konflikten. 

### Andra engagemang
Bjereld har varit ordförande för det svenska Statsvetenskapliga förbundet, styrelseledamot av Nordic Political Science Association (NOPSA), ledamot av International Political Science Association's (IPSA) Council samt ledamot av Steering Committee för den europeiska samarbetsorganisationen för studier kring internationell politik European Consortium for Political Research's Standing Group on International Relations. Han är ledamot av Utrikespolitiska samfundet samt har varit medlem av Utrikespolitiska institutets säkerhetspolitiska råd. Bjereld var också knuten som expert till Säkerhetstjänstkommissionen. 
Vid sidan av sin forskarroll och sitt politiska och kyrkliga engagemang är Bjereld en ofta anlitad kommentator i radio, TV samt dags- och fackpress. Han medverkar även regelbundet på IFK Göteborgs prisbelönta supporterblogg Bara Ben på Glenn Hysén samt på nyhetsbloggen Ajour.
Bjereld utsågs 2016 till särskild utredare angående en översyn statens stöd till trossamfund och presenterade 2018 sin utredning Statens stöd till trossamfund i ett mångreligiöst Sverige (SOU 2018:18). Utredningen resulterade så småningom i propositionen 2023/24:119 Statens stöd till trossamfund och civilsamhället - enhetliga och rättssäkra villkor vars förslag blev ny lag från och med 1 januari 2025.
Bjereld har kritiserats för undvikande hållning till muslimska trossamfund och personer med islamistiska och antisemitiska kopplingar, som t.ex. Ibn Rushd och Omar Mustafa.

### Familj
Ulf Bjereld är gift med statsvetaren Marie Demker och bosatt i Göteborg.